# أرون باركر
أرون باركر (بالإنجليزية: Aaron Parker)‏ (28 ديسمبر 1986 في الولايات المتحدة - ) هو لاعب كرة قدم أمريكي في مركز الهجوم. لعب مع Wilmington Hammerheads FC ‏.

## وصلات خارجية
- أرون باركر على موقع قاعدة بيانات كرة القدم.إي يو (الإنجليزية)